# Night For Life

Night For Life est un festival de nuits de concerts suivi d'une soirée dancefloor aux Arènes de Metz, organisé pour récolter des fonds afin de lutter face au cancer, première cause de mortalité au monde. L’intégralité des bénéfices générés est reversée aux 103 comités de la Ligue contre le cancer.

## Programmation
- 2010 : Ophélie Winter, Melissa M, Leslie, Helmut Fritz, John Mamann, Quentin Mosimann, Dry, Najoua Belyzel, Vitaa, Ocean Drive, Sinik, Sarah Riani, Collectif Métissé et bien d'autres dont plusieurs DJs[1]...
- 2011 : samedi 8 octobre : Jenifer, Big Ali, Kat De Luna,  Anggun, Jean Roch, Alexandra Stan, Elisa Tovati, Tom Dice, DJ Abdel, PZK, Collectif Métissé, Quentin Mosimann, Gary Fico, Tal, Muttonheads, Louisy Joseph, Klaas
- 2012 : Craig David, Tal, Basto, Cascada, Big Ali, Jean Roch, Michael Canitrot, Tara McDonald, Merwan Rim, Quentin Mosimann, Michael Miro, Lala Joy, Insane
- 2013 :
  - vendredi 20 septembre : Nuit Electro NRJ Extravadance, avec entre autres Reepublic, Jay Style, DJ Dmb, Morgan Nagoya…
  - samedi 21 septembre :  Nuit Hits avec Bob Sinclar, James Arthur, Génération Goldman, Amel Bent, Psy 4 De La Rime, Tropical Family avec Lucenzo, Axel Tony et Kenza Farah, Brice Conrad, DJ Abdel et Mister You…